# Imieni
Imieni (kaszb. Jimiené, niem. Iminie) – zniesiona nazwa przysiółka wsi Skwierawy w Polsce na Pojezierzu Bytowskim położona w województwie pomorskim, w powiecie bytowskim, w gminie Studzienice.
Miejscowość leży nad wschodnim brzegiem jeziora Fiszewo. Osada wchodzi w skład sołectwa Skwierawy.
W latach 1975–1998 miejscowość administracyjnie należała do województwa słupskiego.